# Glosbe.com
Glosbe — вільний, багатомовний інтернет-словник, заснований на функції пошуку паралельних текстів. Сервіс підтримує всі мови зі списку ISO 639-3.
Словник розроблений інтернет-користувачами та любителями лінгвістики.